# Dactylostylis acutispinis
Dactylostylis acutispinis är en kräftdjursart som beskrevs av Richardson 1911. Dactylostylis acutispinis ingår i släktet Dactylostylis och familjen Janirellidae. Inga underarter finns listade i Catalogue of Life.